# Biq‘at Bet Kerem
Biq‘at Bet Kerem (hebreiska: בקעת בית כרם, Bik‘at Bet Kerem) är en dal i Israel.   Den ligger i distriktet Norra distriktet, i den norra delen av landet.